# 蘆花公園
蘆花公園（日语：／），日本小說家、漫畫原作者，東京出身。

## 經歷
早年以水木茂的《鬼太郎》為契機，對恐怖類作品產生興趣。之後從貴志祐介的小說開始，閱讀各種恐怖小說。尤其喜歡三津田信三的作品，同時也受到了朱雀門出的作品的影響。
在推特粉絲推薦下，於2018年6月開始撰寫小說。
由於過去閱讀的書籍大多是恐怖小說，因此決定自己的創作類型也以恐怖題材為主。
然而，由於工作繁忙，難以確保充足的寫作時間，只能在工作的間隙，直接在小說投稿網站「KAKUYOMU」的投稿界面輸入文字，逐步創作自己的作品。
2019年9月，其作品被KAKUYOMU評選為「金蛋新人獎」。之後，其投稿作品《刺骨之痛——某地怪談報告》的一篇小說受到了廣泛關注，並於2020年8月4日至8月6日間在日本互聯網上引發熱議。受此影響，該作品由幻冬舎出版，書名定為《刺骨之痛》，本人也由此正式出道。
此外，还在KADOKAWA出版了《異端的祝祭》。

## 著作

### 佐佐木事務所系列
- 《異端の祝祭》[註 1]（KADOKAWA，2021年，ISBN 9784041112304）
- 《漆黒の慕情》（KADOKAWA，2022年2月22日，ISBN 9784041119853）
- 《聖者の落角》（KADOKAWA，2023年2月24日，ISBN 9784041128077）
- 《無限の回廊》（KADOKAWA，2025年2月25日，ISBN 9784041157688）

### 非系列作品
- 《刺骨之痛》（幻冬舎，2021年，ISBN 9784344037410；繁體中文版：奇幻基地，2023，ISBN 9786267210369；簡體中文版：酷威文化（出品），2025, ISBN 978-7-5168-4213-3）
- 《托拉斯之子》（東京創元社，2022年7月2日，ISBN 9784488028749；繁體中文版：獨步文化，2023年11月28日，ISBN 9786267226919）
- 《パライソのどん底》（幻冬舎，2023年3月3日，ISBN 9784344040823）
- 《食べると死ぬ花》（新潮社，2023年11月1日，ISBN 9784103552116）
- 《極楽に至る忌門》（KADOKAWA，2024年3月22日，ISBN 9784041143254）
- 《眼下は昏い京王線です》（双葉社，2024年8月28日，ISBN 9784575247602）

### 電子書
- 《宇宙の家》（U-NEXT，2023年9月15日）

### 選集
- 《堕ちる 最恐の書き下ろしアンソロジー》（KADOKAWA，2024年8月23日，ISBN 9784041140772）〈月は空洞地球は平面 惑星ニビルのアヌンナキ〉
- 《メロディアス 異形コレクションLVIII》（光文社，2024年12月11日，ISBN 9784334105242）〈ヨナにクジラはやって来ない〉

### 雑誌刊登作品
- 單行本未收錄《噛み砕くもの》（小説新潮2024年8月号）

### 漫画
- 芦花公園（原作）、狐面イエリ（作画）《異端の祝祭》（KADOKAWA《MFC》連載）
  - 卷1（2024年5月23日，ISBN 9784046837301）

- 芦花公園（原作）、芳野嗣（作画）《綺麗な君に殺されたい。》（一迅社《HOWLコミックス》連載）
  - 卷1 （2025年3月14日、ISBN 9784758028721）

- 芦花公園（原作）、逆木ルミヲ（作画）《極楽に至る忌門》（KADOKAWA《コミックビーズログ》連載）[5][6]

## 外部鏈接
- 芦花公園的X（前Twitter）
- 芦花公園（@kinokoinusuki） - カクヨム - 刊登芦花作品的KOKUYOMU页面